# 马拉维大会党
马拉维大会党（简称）是马拉维的一个政党，原名为尼亚萨兰非洲人国民大会，在党首任主席，马拉维首任总统海斯廷斯·卡穆祖·班达领导下于1959年改为现名。
1961年，马拉维大会党在尼亚萨兰立法机构选举中赢得所有议席，1964年带领该国脱离中非联邦独立。马拉维在1966年成为共和国后，该党成为国内唯一合法政党，马国所有成年公民都必须入党。1993年，马拉维大会党的一党专政在当年全民公投后结束，1994年在大选中被击败。
马拉维大会党此后仍是马国的一个主要政党，在以奇契瓦族和尼昂加族人为主的中央区实力最强。在2004年5月20日举行的选举中，该党赢得国会194个议席中的60个，其总统候选人约翰·滕博则获得27.1%的选票。2020年5月28日，马拉维大会党总统候选人查克维拉当选总统，该党时隔26年重新成为执政党。